# Gran Área Metropolitana (Costa Rica)
La Gran Área Metropolitana (abreviado GAM) es la principal aglomeración urbana de Costa Rica, que incluye las conurbaciones de las cuatro ciudades más grandes de ese país (San José, Alajuela, Cartago y Heredia) todas localizadas en la Meseta Central. Cuenta con aproximadamente 3 millones de habitantes (cerca del 60% de la población costarricense) y una superficie de 2.044 km² (poco más de 4% del área nacional). Es la región más urbanizada, poblada y económicamente activa de la nación; foco para la concentración de servicios, infraestructura y sedes gubernamentales. 
Sus límites son: al norte las estribaciones de la Cordillera Volcánica Central en Heredia y Alajuela; al Sur las montañas de Aserrí (Provincia de San José); al Este el cantón de Paraíso (Provincia de Cartago); y al oeste el cantón de Atenas (Provincia de Alajuela).
La GAM es una de las 7 regiones de planificación en que el Instituto Nacional de Estadística y Censos divide el país (y que no necesariamente corresponden a las provincias de Costa Rica).

## Historia
El concepto de la GAM tiene sus orígenes en la Ley de Planificación Urbana N° 4240 del 15 de noviembre de 1968, que se dio como respuesta al crecimiento urbano descontrolado del Valle Central (situación que persiste en la actualidad). Sin embargo, no fue hasta 1982 que el Poder Ejecutivo de Costa Rica promulgó el Plan Regional Desarrollo Urbano Gran Área Metropolitana (GAM), preparado por el INVU.
Muchos de los problemas que originaron el concepto de Gran Área Metropolitana persisten en la actualidad. Entre ellos se encuentran el crecimiento urbano descontrolado, el hacinamiento, los bajos estándares en los programas de vivienda —particularmente en los barrios del sur—, la baja calidad del espacio urbano y la apatía ciudadana hacia la descentralización y los gobiernos locales.

## Conformación de la GAM
La GAM incluye 164 distritos (en algunos casos fracciones de distritos) de 31 cantones costarricenses, a saber (se incluye el número de cantón dentro de la provincia):

### San José
- 1. San José
- 2. Escazú
- 3. Desamparados
- 4. Aserrí
- 5. Mora
- 6. Goicoechea
- 7. Santa Ana
- 8. Alajuelita
- 9. Vázquez de Coronado
- 10. Tibás
- 11. Moravia
- 12. Montes de Oca
- 13. Curridabat

### Alajuela
- 1. Alajuela
- 2. Atenas
- 3. Poás

### Cartago
- 1. Cartago
- 2. Paraíso
- 3. La Unión
- 4. Oreamuno
- 5. Alvarado
- 6. El Guarco

### Heredia
- 1. Heredia
- 2. Barva
- 3. Santo Domingo
- 4. Santa Bárbara
- 5. San Rafael
- 6. San Isidro
- 7. Belén
- 8. Flores
- 9. San Pablo